# جیغ‌کش خرسی
جیغ‌کش خرسی (نام علمی: Alouatta arctoidea) نام یک گونه از سرده میمون جیغ‌کش است.